# Gut Königsbruch

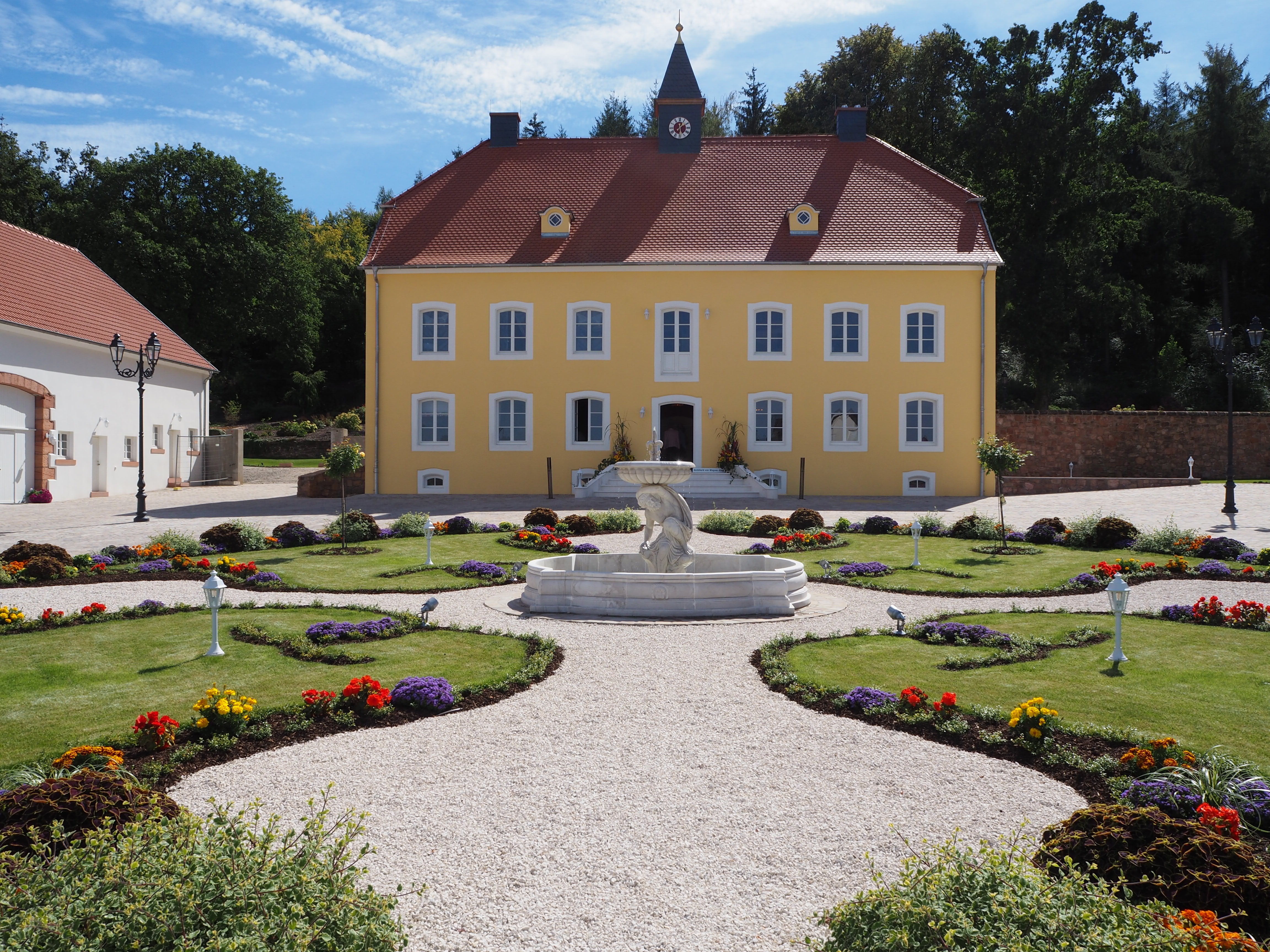
Gut Königsbruch – Herrenhaus

Das Gut Königsbruch ist ein Gutshof in Bruchhof, einem Stadtteil von Homburg, der Kreisstadt des saarländischen Saarpfalz-Kreises. Er ist in der Denkmalliste des Saarlandes als Einzeldenkmal aufgeführt.

## Geschichte
Der Gutshof wurde als „Königsbrucherhof“ um das Jahr 1766 im Auftrag des Herzogs Christian IV. von Pfalz-Zweibrücken erbaut. Nach dem Tod des Herzogs im Jahre 1775 ging das Anwesen an seinen Neffen und Nachfolger Karl II. August über, der es seiner Gemahlin Maria Amalie schenkte. Während der französischen Revolution ging das Gut im Jahre 1793 in französisches Nationaleigentum über. Erst 1805 wurde es an Maria Amalie – nunmehr Witwe von Karl II. August – zurückgegeben, die es anschließend veräußerte.
In der Folgezeit wechselte der Gutshof mehrere Male den Eigentümer, bis er 1936 von Rudolf Tascher aus Saarlouis-Beaumarais erworben wurde. Auch heute noch ist das Anwesen unter dem Namen „Tascher Hof“ bekannt.
Die wechselvolle Geschichte setzte sich bis ins Jahr 2014 fort, als die Eheleute Archibald von Wegner (1941–2016) und Margit von Wegner-Hauenstein den stark heruntergekommenen Hof erwarben, ihm den Namen „Gut Königsbruch“ gaben und die Sanierung in Abstimmung mit dem Landesdenkmalamt begannen.
Vier Jahre lang dauerten die Arbeiten, bis am 8. September 2018 das Ergebnis der Renovierung der Öffentlichkeit offiziell vorgestellt wurde.

## Gebäude
Hauptgebäude des Dreiseithofs ist das zweigeschossige Herrenhaus mit Krüppelwalmdach und Dachreiter. Im rechten Winkel dazu sind zwei Wirtschaftsgebäude angeschlossen: im Osten die ehemalige Scheune mit Verwalterhaus sowie im Westen der ehemalige Pferdestall. Dahinter befindet sich der neue Barockgarten, genannt Amaliengarten nach der früheren Besitzerin Maria Amalie. Im Süden ist das Gelände durch eine Mauer begrenzt. Außerhalb dieser Mauer wurden im Zuge der Umbauarbeiten ein Rhododendrongarten angelegt sowie eine Kapelle („Noah-Kapelle“) errichtet.
Die hufeisenförmige Anlage des Gutshofs ähnelt dem ehemaligen Louisenhof, der nur einen Kilometer entfernt etwa zur gleichen Zeit entstand und Keimzelle des Schlosses Karlsberg war.

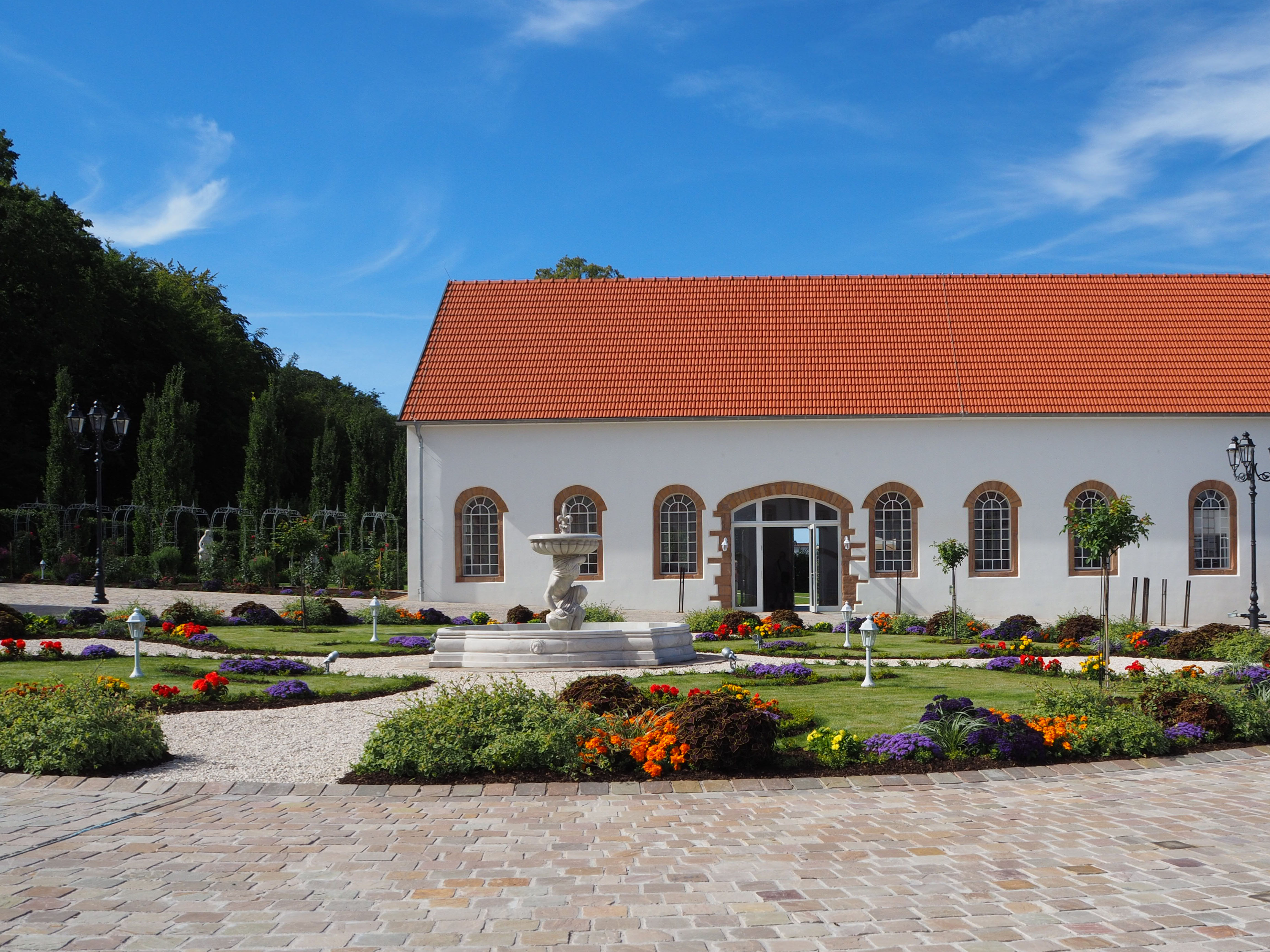
Innenhof mit ehemaligem Pferdestall
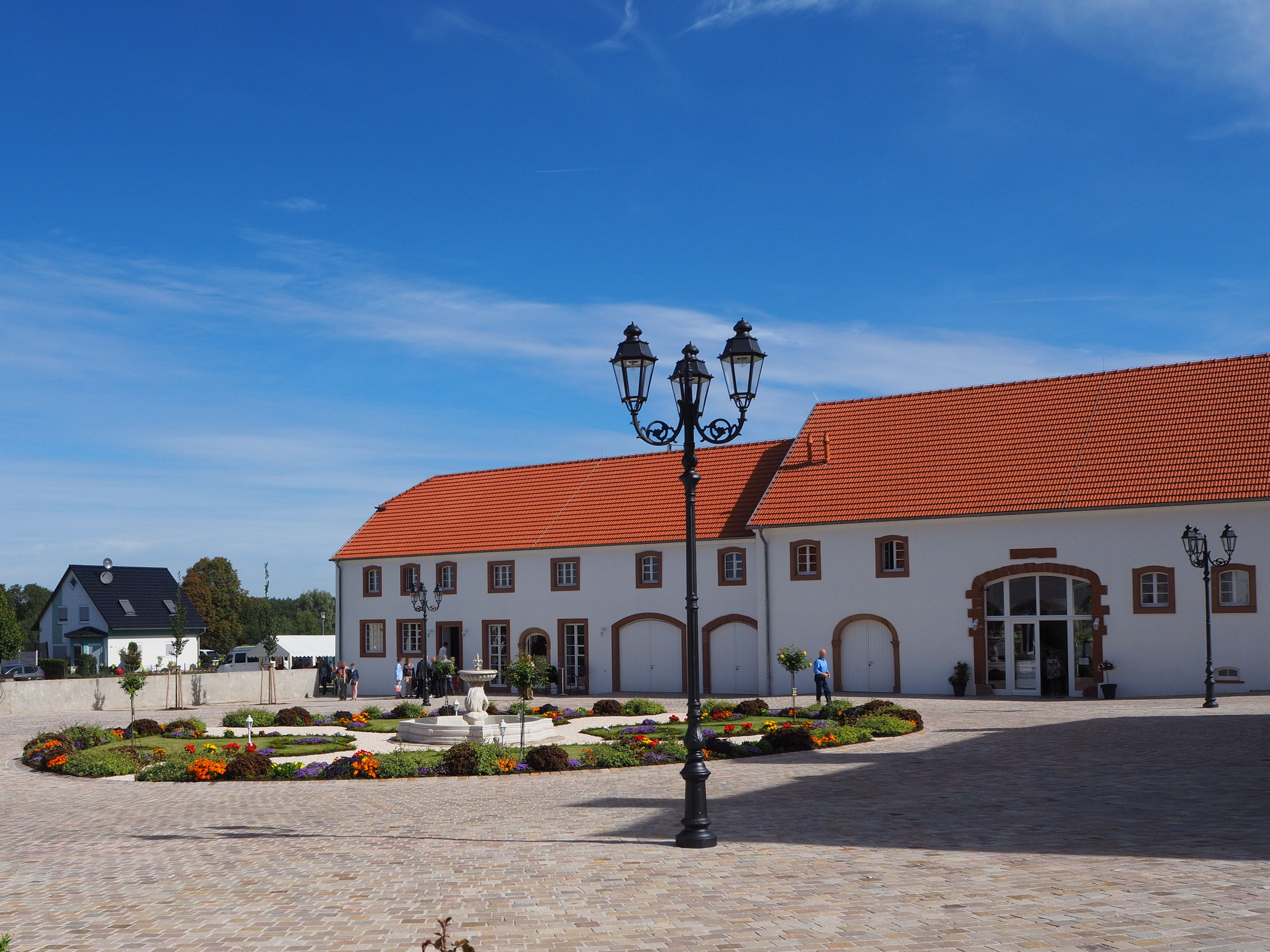
Innenhof mit Verwalterhaus und Scheune
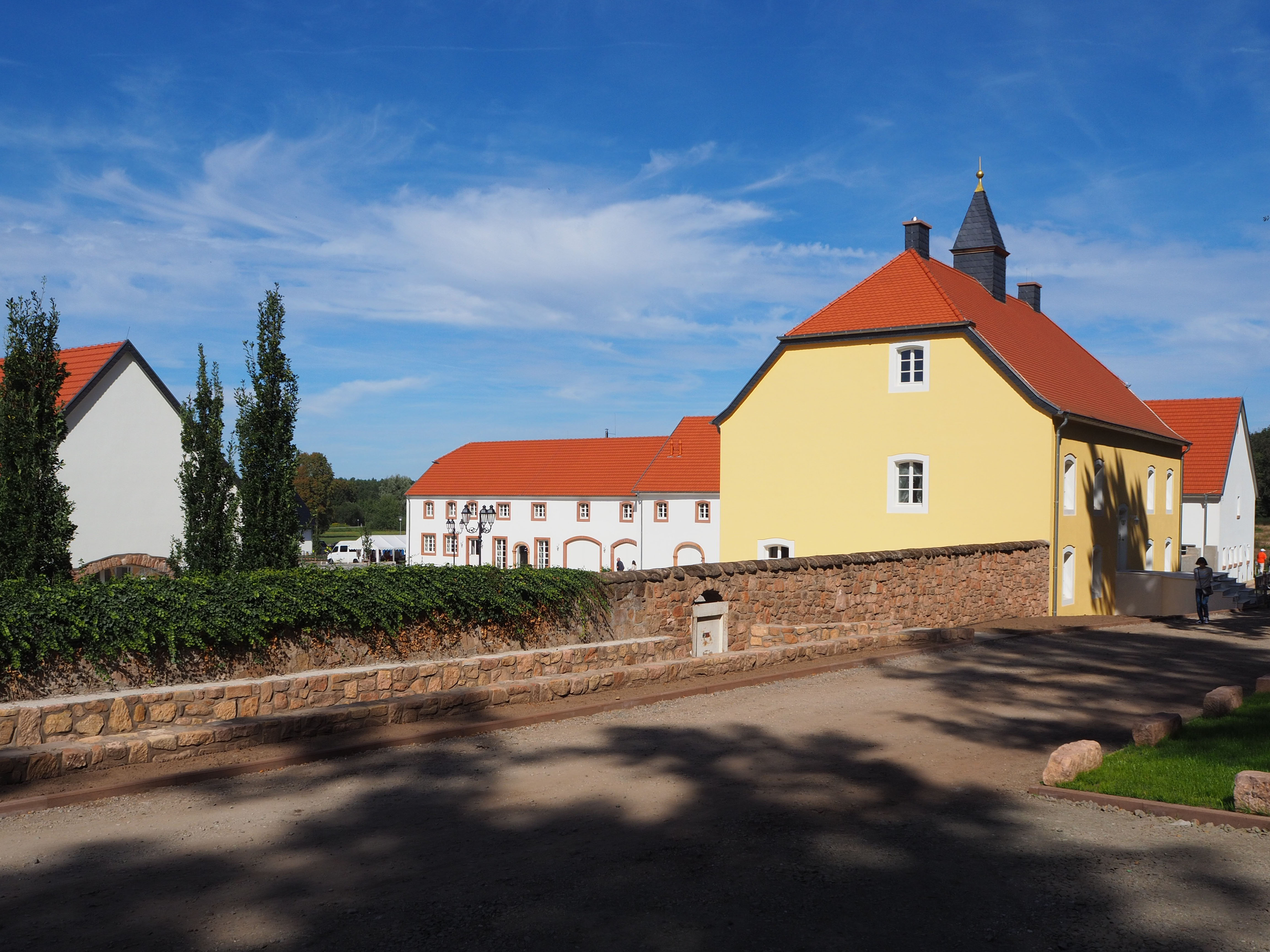
Ansicht von Südwesten
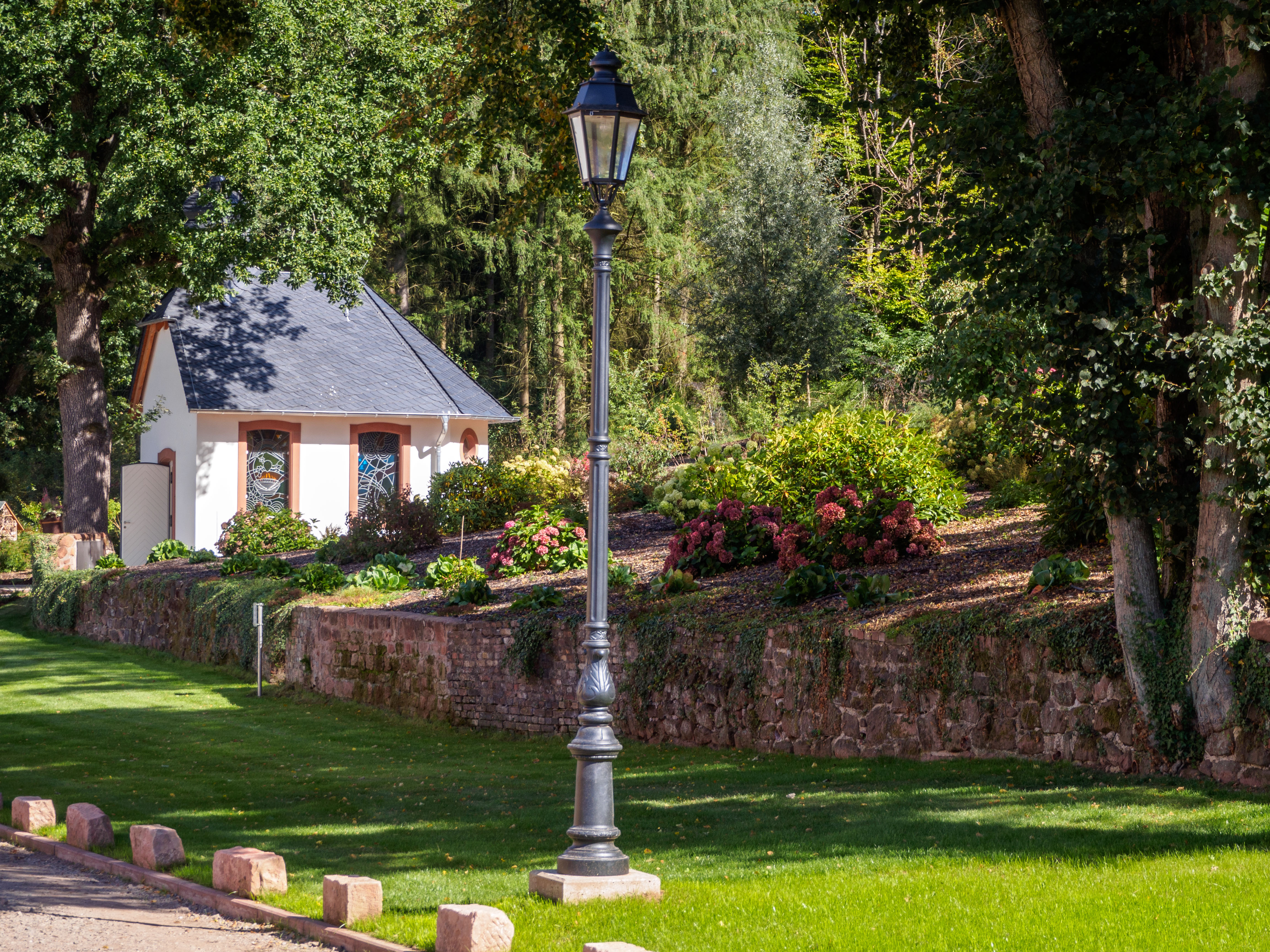
Noah-Kapelle und Rhododendrongarten
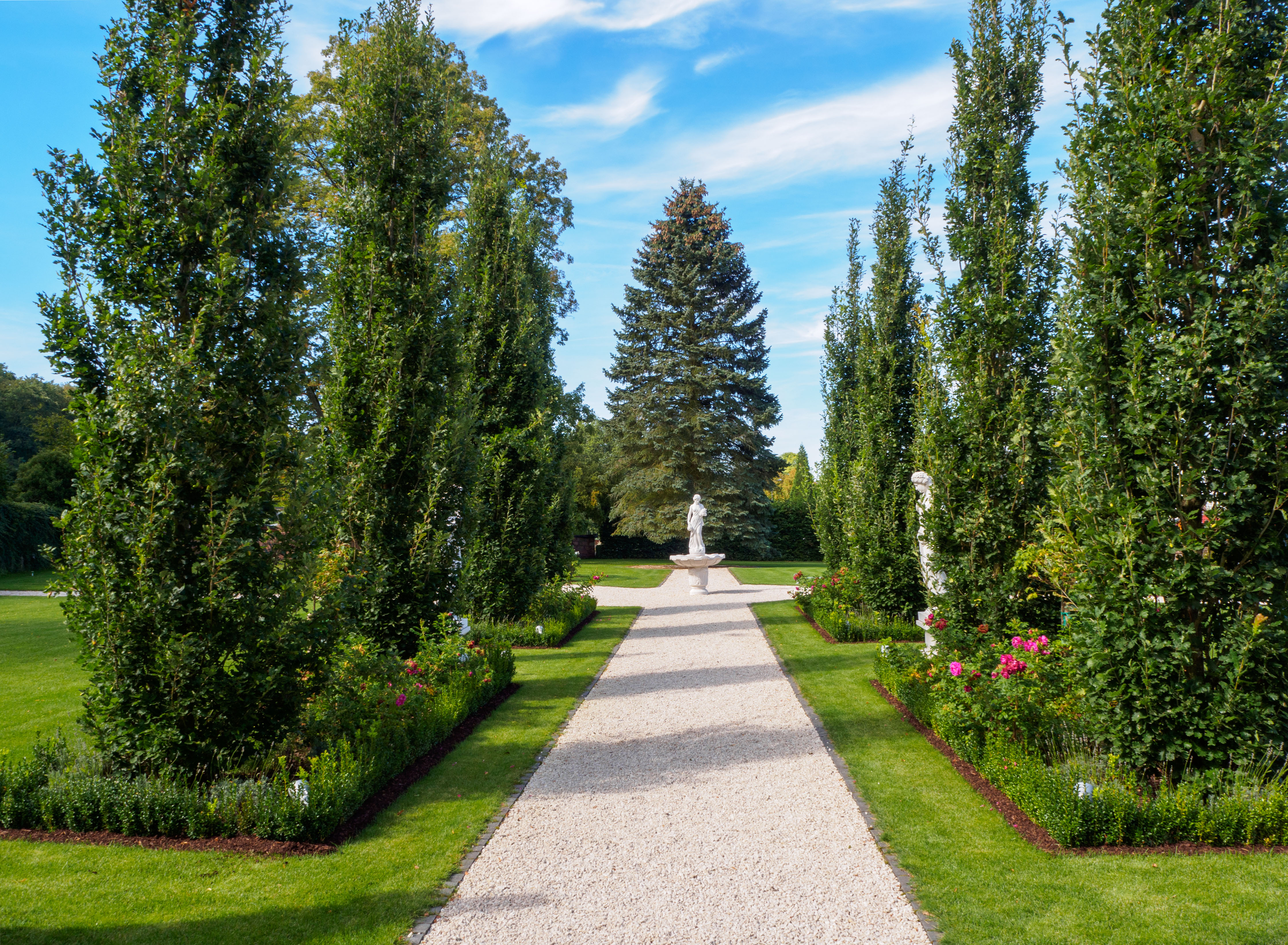
Amaliengarten
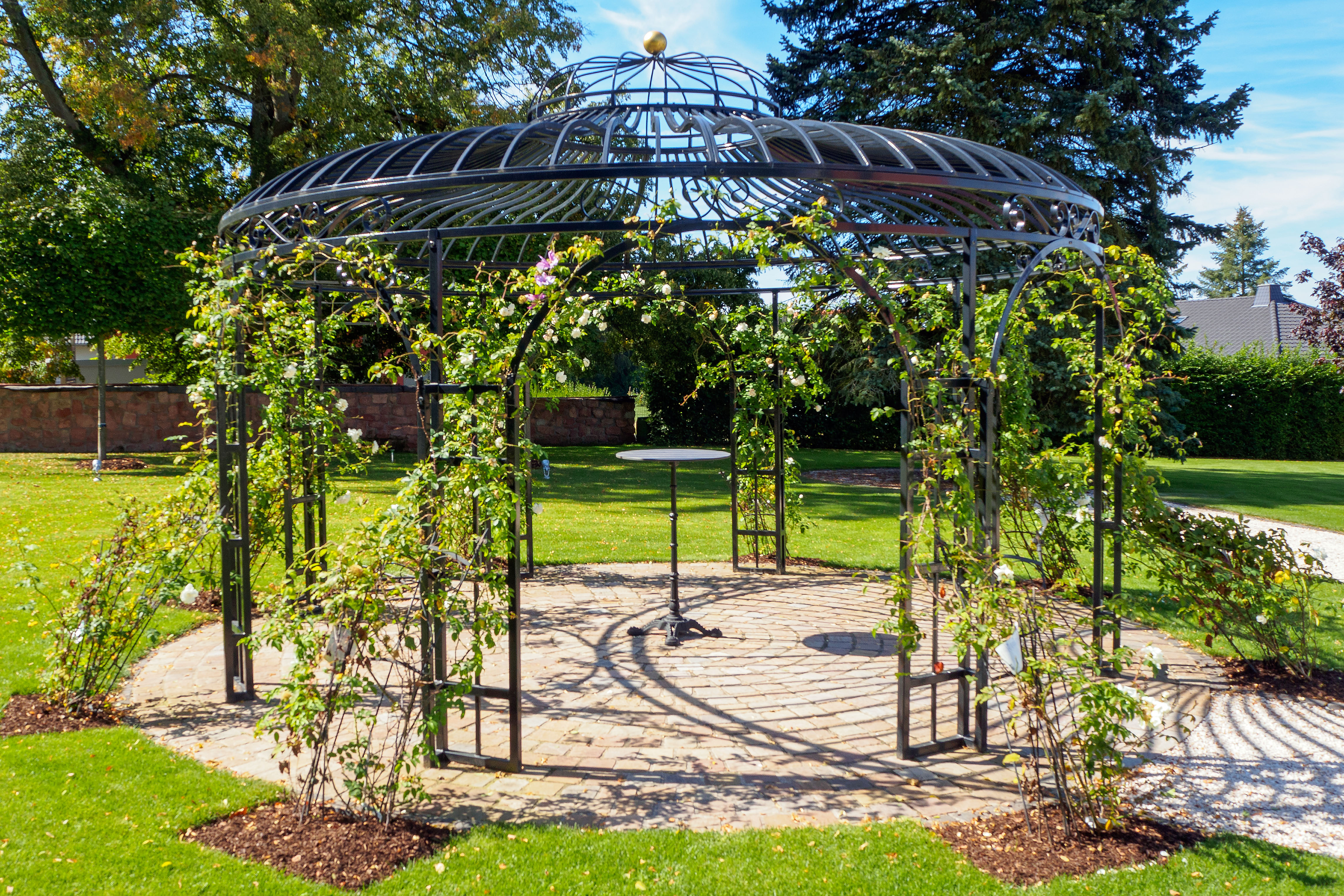
Amaliengarten

## Orgel

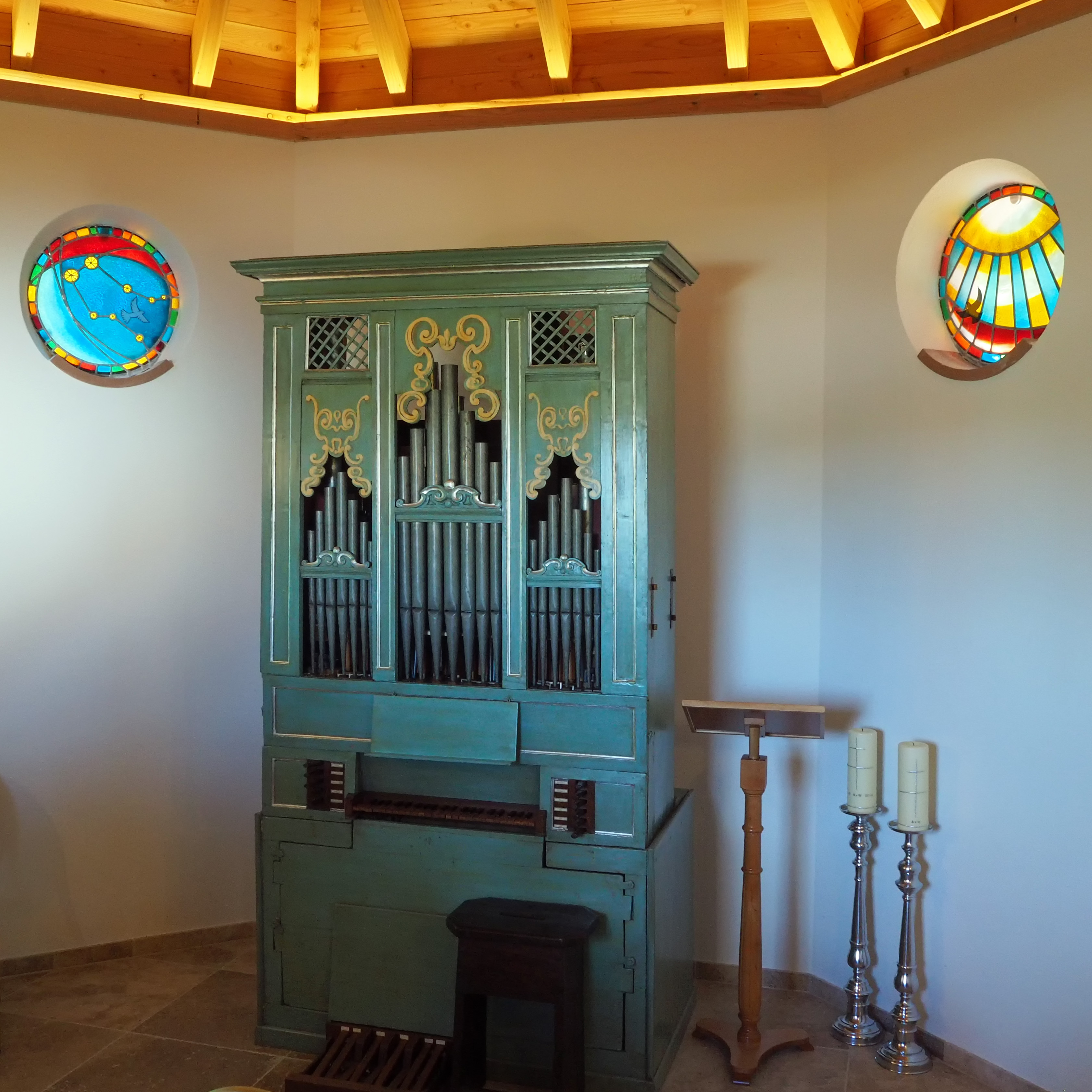
Orgel in der Noah-Kapelle

In der neu erbauten Noah-Kapelle wurde 2017 eine kleine italienische Orgel mit 10 Registern auf einem Manual und Pedal aufgestellt, die aus der Zeit um 1740 stammen soll.
| Manual CDEFGA-c0 |                    |       |
| 1.               | Prinipale B+D      | 8′    |
| 2.               | Voce U.            | 8′    |
| 3.               | Ottava             | 4′    |
| 4.               | Flauto in VIII B+D | 4′    |
| 5.               | Flauto in XII      | 2 ⁄3′ |
| 6.               | XV                 | 2′    |
| 7.               | Violetta B         | 2′    |
| 8.               | XIX rep.           | 1 ⁄3′ |
| 9.               | XXII rep.          | 1′    |

| Pedal CDEFGA-c0 |           |    |
| 10.             | Octavbass | 8′ |